# لمور جلوسرخ
 لمور جلوسرخ (نام علمی: Eulemur rufifrons) نام یک گونه از تیره لموریان است.